# IWI Jericho 941
IWI Jericho 941 — самозарядний пістолет, розроблений ізраїльською компанією Israel Military Industries.

## Історія
Пістолет був розроблений в 1990 році спільно з італійською компанією Tanfoglio і названий на честь стародавнього міста Єрихон та набоїв, які в ньому використовувались — 9×19 мм Парабелум і .41 Action Express. Варіант під .41 AE не був комерційно успішним і згодом був знятий з виробництва, а для американського ринку були розроблені варіанти під популярні набої .40 S&W і .45 ACP.
В США пістолет також відомий як Baby Eagle через зовнішню схожість з іншим пістолетом IWI Desert Eagle.

## Конструкція
Конструкція Jericho є копією чеського пістолета CZ-75 і відрізняється лише дизайном і полігональним, а не нарізним стволом. Перехід між 9×19 мм і .41 AE здійснюється шляхом простої заміни стволів, між іншими набоями — заміни ствола, зворотної пружини і магазина. Варіант під 9×19 мм може використовувати магазини від пістолетів CZ-75 і Tanfoglio T95.

## Варіанти
- F — пістолет одинарної дії для американського ринку.
- FB — напівкомпактний полімерний пістолет.

## Країни-користувачі
- В'єтнам — обмежено використовується армією і поліцією. Виробляється місцевою компанією Z111 Factory.[1]
- Греція[2]
- Грузія — використовується армією і поліцією.[3]
- Ізраїль — використовується різними поліцейськими і охоронними формуваннями.
- Індія — використовується силами спеціальних операцій.
- Колумбія[4]
- Коста-Рика[5]
- Нікарагуа[6]
- Південна Корея — використовується армією і військовою поліцією.[7]
- Румунія — виробляється компанією Cugir Arms Factory як Pistol model 2000.[8][9]
- Сербія[10]
- Сальвадор[11]
- Україна — з вересня 2009 року дев'ятиміліметровий варіант виробляється компанією «Форт» як Форт-21.03.[12] Обмежено використовується поліцією і силами спеціальних операцій. В 2018 році принаймні 30 одиниць були придбані для озброєння служби воєнізованої охорони «Південно-Західної залізниці».
- Чилі — використовується Корпусом морської піхоти.[13][14]

## Галерея

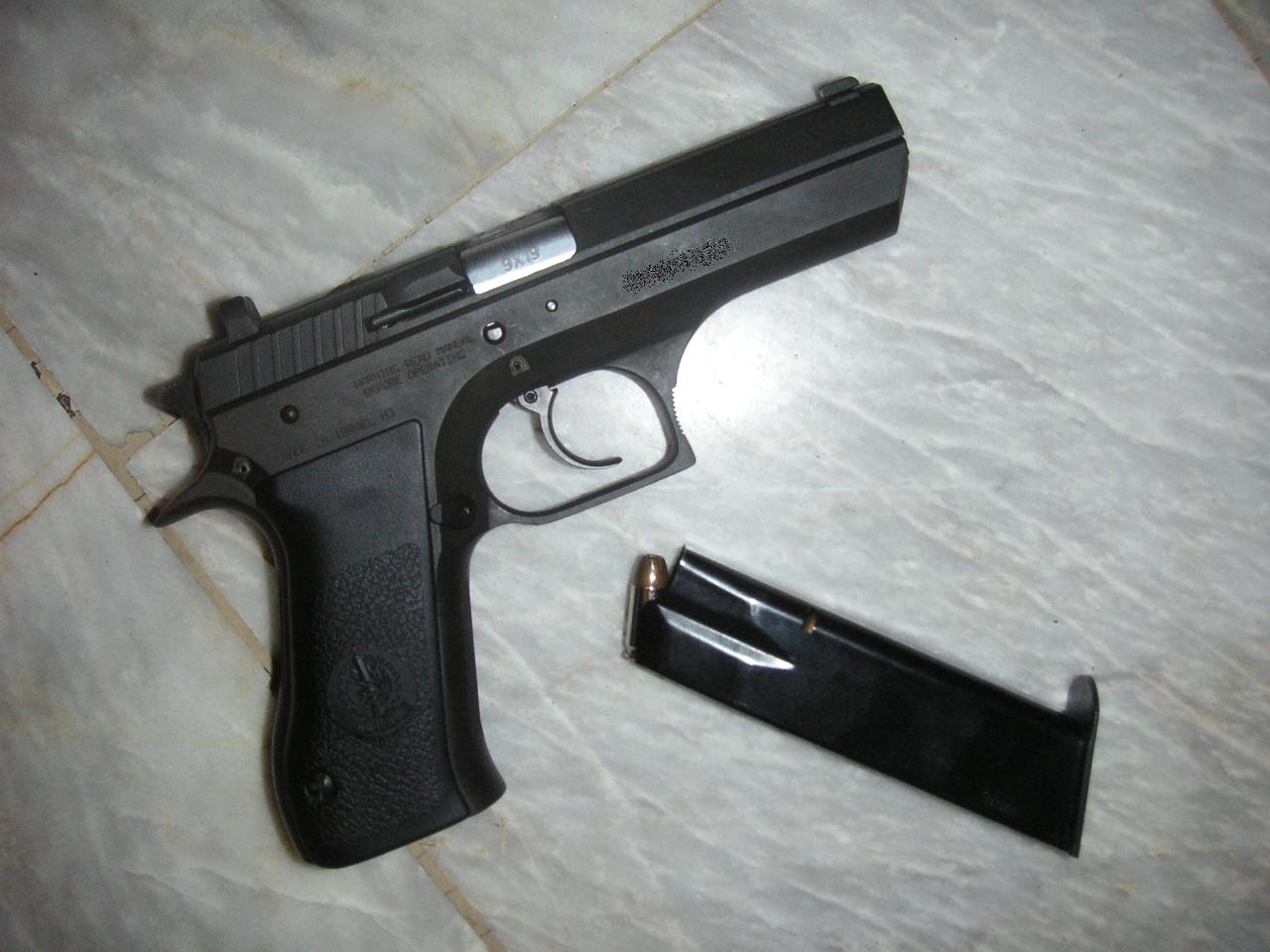
Jehrico 941F з відокремленим магазином.
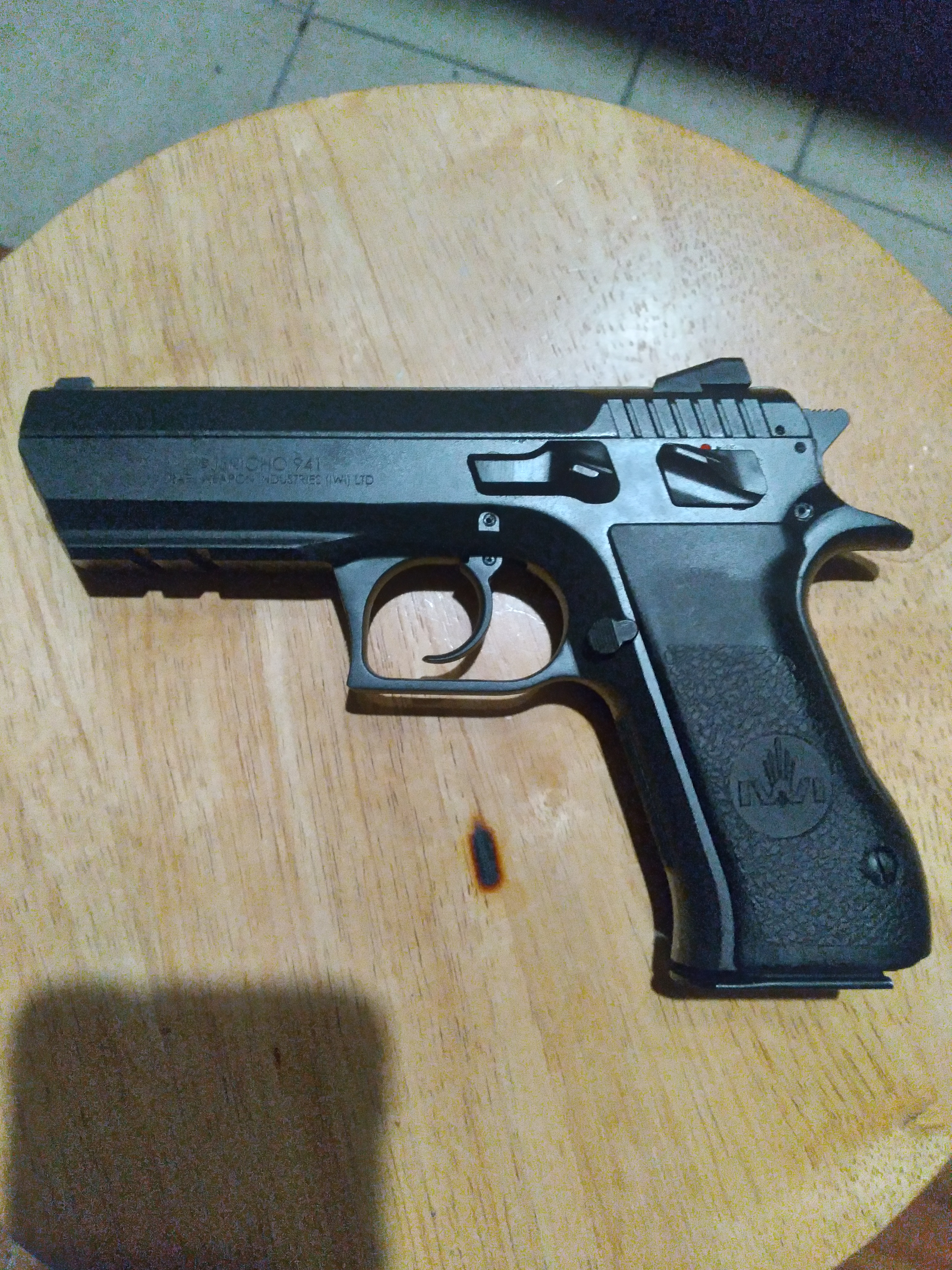
Jericho 941 з планкою Пікатінні і запобіжником на рамі.
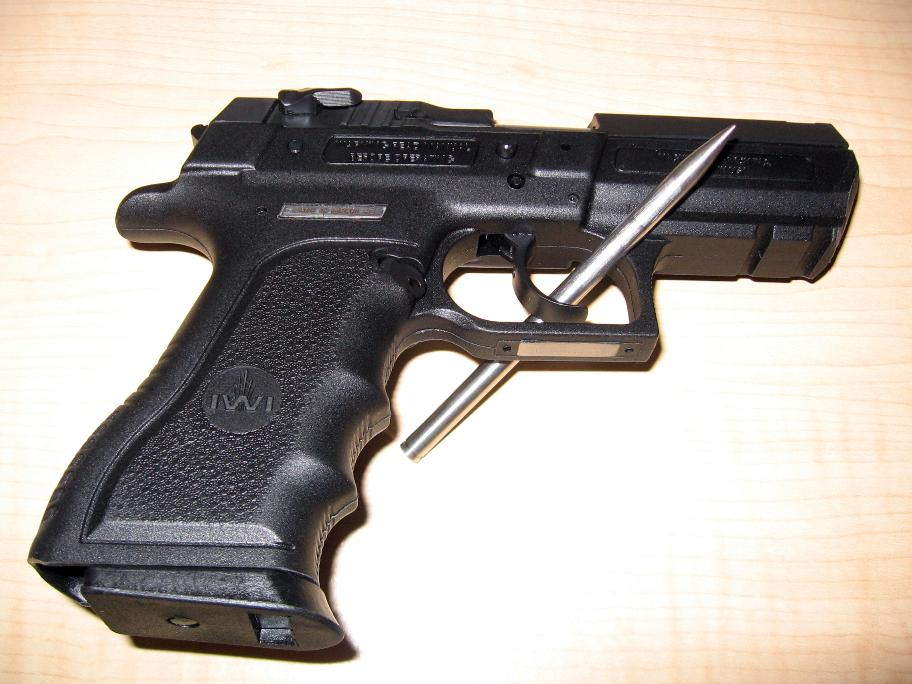
Jericho 941 BE
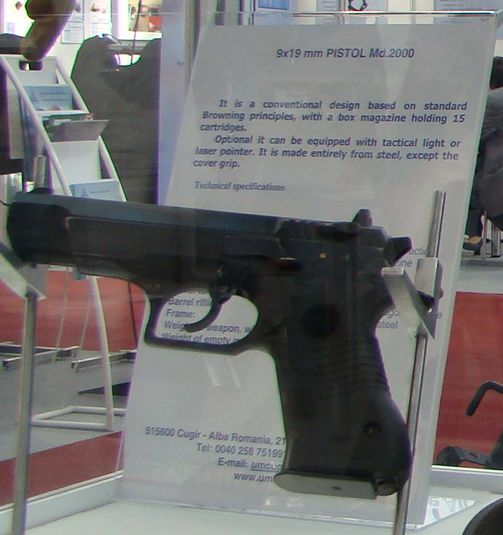
Pistol model 2000
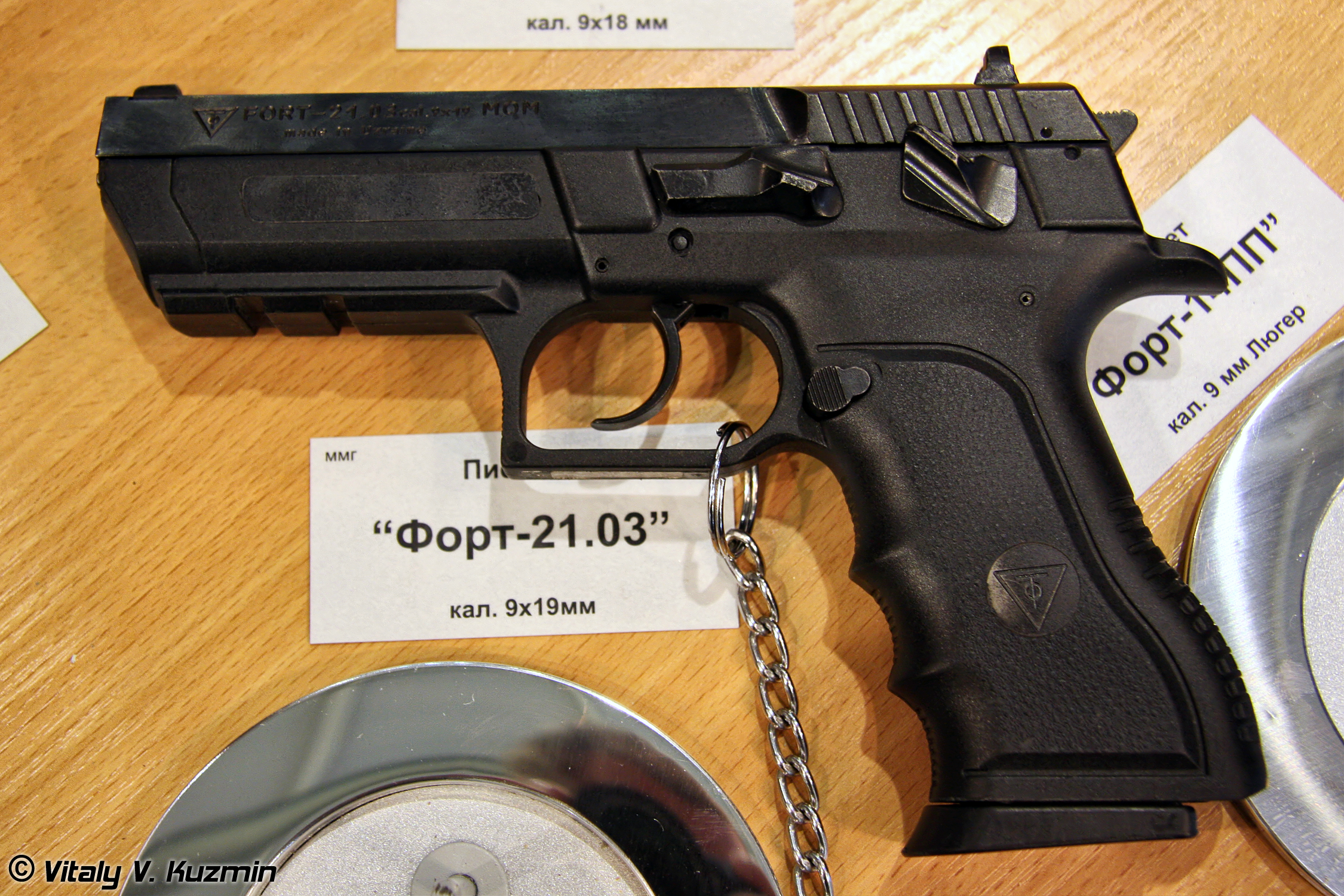
Форт-21.03